# Ralph Lysholt Hansen
Ralph Lysholt Hansen (født 21. oktober 1916 i Silkeborg, død 15. december 1990 på Amager) var en dansk politiker, og medlem af Folketinget i perioden fra 1950 til 1979, valgt for Socialdemokratiet. Han var uddannet folkeskolelærer.